# Villa Mercede
Villa Mercede è un parco sito a Roma nella zona di San Lorenzo in Via Tiburtina 113.

## Storia
Nel 1913 la zona era un possedimento della famiglia De Reinach. Fu edificato un edificio per Teresa Lemoine denominato La Villetta.
Questa zona, nel 1931, fu ceduta all'istituto delle Suore Ausiliatrici con l'annesso edificio chiamato La Villetta e la chiesa ancora in costruzione di Santa Maria Ausiliatrice. Questa chiesa venne consacrata nel 1933.
La villa nel 1962, secondo un piano regolatore, fu destinata a verde privato. Tuttavia, una porzione di 22.000 m2 della villa fu destinata alle suore Ausiliatrici.
Tuttavia la zona fu acquistata nel 1979 dal Banco di Santo Spirito per farci un centro sportivo aziendale. Tuttavia nel 1979 la villa fu aperta al pubblico e, nel 1983, il Banco di Santo spirito cedette al comune di Roma la sua parte della villa.

## Descrizione
L'area pubblica occupa circa 8.000 m2, l'edificio denominato "Il Teatrino" ospita la biblioteca comunale, mentre l'edificio di portineria è destinato al custode della villa.